# Diether Noll
Diether Noll (Merzig, 22 settembre 1934) è un compositore tedesco.
Ha prestato servizio come cantore a Lipsia, Chemnitz, Eisenach e Cottbus.